# Mordellistena claggi
Mordellistena claggi es una especie de coleóptero de la familia Mordellidae.

## Distribución geográfica
Habita en Mindanao (Filipinas).